# Ларсен, Гитте
Ги́тте Мунк Ла́рсен (дат. Gitte Munch Larsen; род. Видовре) — датская кёрлингистка.

## Биография
В составе женской команды Дании участвовала в двух чемпионатах мира (наивысшее занятое место — бронзовые медали в 1990) и двух чемпионатах Европы (наивысшее занятое место — четвёртое). Двукратная чемпионка Дании среди женщин, чемпионка Дании среди смешанных команд.
Играла на позиции первого.

## Достижения
- Чемпионат мира по кёрлингу среди женщин: бронза (1990).
- Чемпионат Дании по кёрлингу среди женщин: золото (1990, 1991)[3].
- Чемпионат Дании по кёрлингу среди смешанных команд: золото (2001)[4].

## Команды
| Сезон                                          | Четвёртый   | Третий        | Второй             | Первый       | Запасной           | Турниры                                          |
| ---------------------------------------------- | ----------- | ------------- | ------------------ | ------------ | ------------------ | ------------------------------------------------ |
| 1989—90                                        | Хелена Блак | Малене Краусе | Hanne Raun         | Гитте Ларсен |                    | ЧЕ 1989 (4 место)                                |
| 1989—90                                        | Хелена Блак | Малене Краусе | Лоне Кристофферсен | Гитте Ларсен |                    | ЧДЖ 1990 · ЧМ 1990                               |
| 1990—91                                        | Хелена Блак | Малене Краусе | Лоне Кристофферсен | Гитте Ларсен | Лене Бидструп (ЧМ) | ЧЕ 1990 (5 место) · ЧДЖ 1991 · ЧМ 1991 (6 место) |
| Кёрлинг среди смешанных команд (mixed curling) |             |               |                    |              |                    |                                                  |
| 2000—01                                        | Герт Ларсен | Nete Larsen   | Миккель Краусе     | Гитте Ларсен |                    | ЧДСК 2001                                        |

(скипы выделены полужирным шрифтом)